# 國家公園

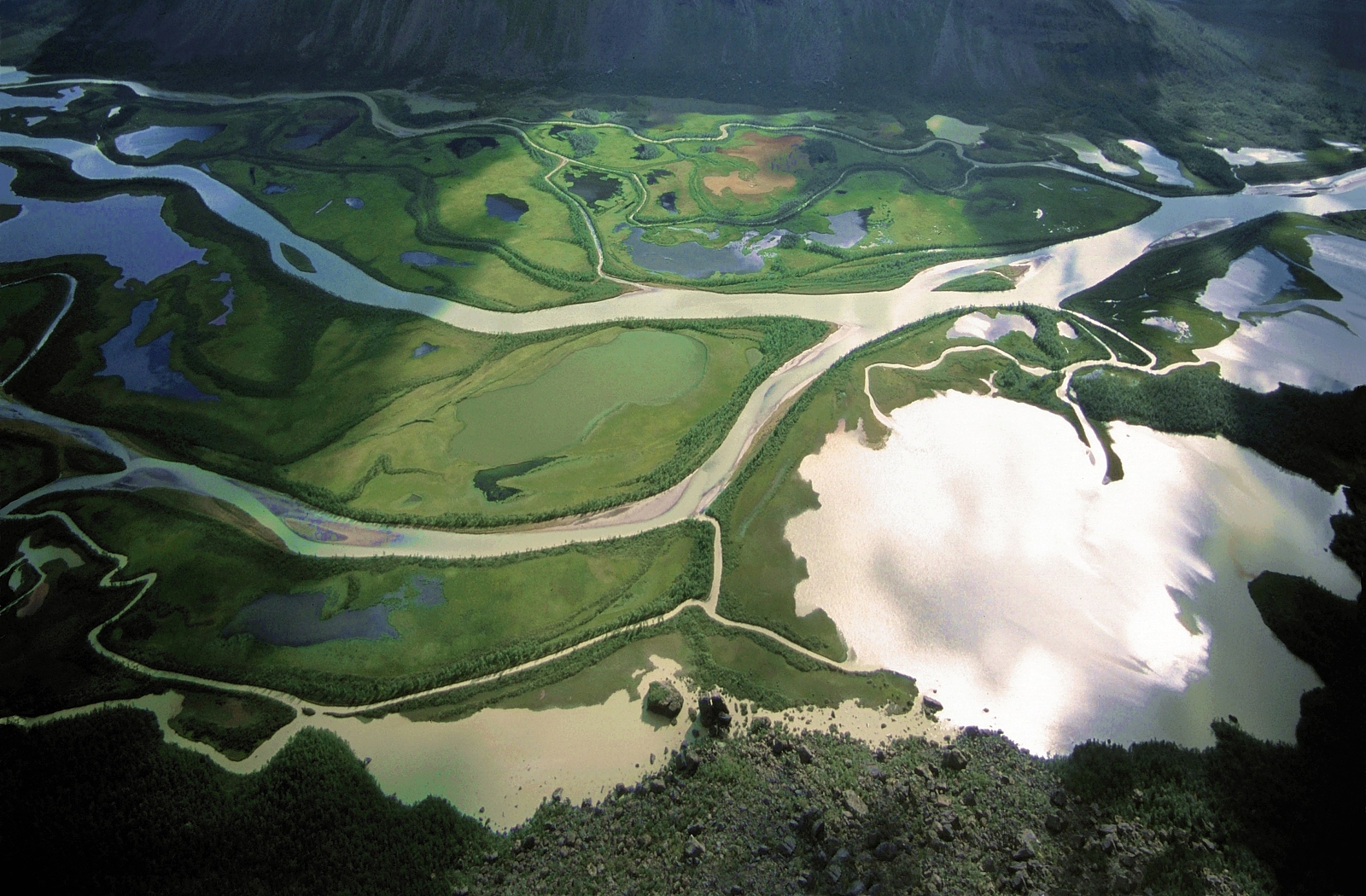
瑞典的薩勒克國家公園（Sarek National Park）

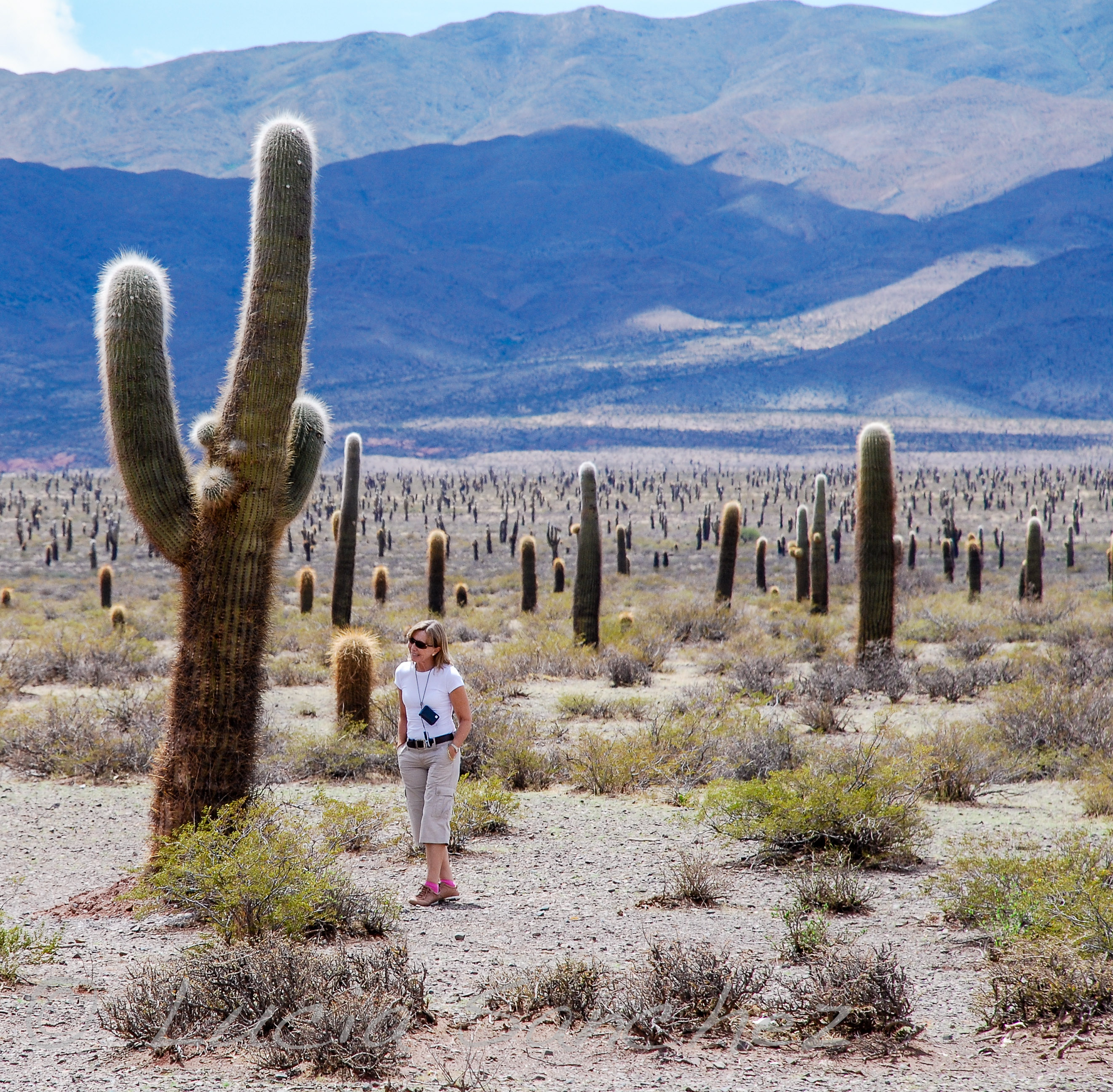
位於阿根廷的国家公园

國家公園，是一種為保留自然而劃定的區域，通常由政府所擁有，目的是保護某地不受人類發展和污染的傷害。在世界自然保护联盟保护區分类体系中位于第二类。截至2017年底，全世界已建立5625个符合国家公园类型的保护地。

## 概念發展
“国家公园”的概念最早由美国艺术家乔治·卡特林在1830年代所提出。世界上最早的国家公园为1872年美国的“黄石国家公园”，之后“国家公园”的概念被許多国家使用。国际上普遍將國家公園歸類為自然保护区的一種，不過也強調其風景性質。
1969年，世界自然保護聯盟在印度新德里第十届大会作出决议，明确界定国家公园的基本特征為：
1. 区域内的生态系统，尚未由于人类的开垦、开采和拓居而遭到根本性的改变，且区域内的动植物种、景观和生态环境具有特殊的科学、教育和娱乐的意义，或区域内含有一片广阔而优美的自然景观；
2. 政府权利机构已采取措施，阻止或尽可能消除在该区域内的开垦、开采和拓居，并使其生态、自然景观和美学的特征得到充分展示；
3. 在一定条件下，允许以精神、教育、文化和娱乐为目的的参观旅游。

## 功能分区
國家公園通过功能分区实现生态保护和人类利用的平衡，国家公园体制较为成熟的国家大多有自己的功能分区标准。
- 美国：将国家公园主要划分为原始自然保护区、特殊自然保护区、自然环境区和特别利用区[3]。

- 加拿大：将国家公园划分为特别保护区、荒野区、自然环境区、户外游憩区和公园服务区。

- 日本：将国家公园划分为特别保护区、特别区I类、特别区II类、特别区III类、普通区等。[4]

## 各国国家公园体系

### 中華民國的國家公園體系
台灣日治時期的1937年12月27日，日本政府就有设置國立公園；日本戰敗後，日治時期設置的國立公園遭到廢止。
中華民國在1972年制定《國家公園法》，根據該法第一條及第六條的規定，設立國家公園是為了保護國家特有的自然風景、野生物及史蹟，並供國民之育樂及研究。根據立法院在2010年11月12日三讀通過《國家公園法》部分條文修正案，允許增設面積較國家公園為小的「國家自然公園」，其相關規定和權利義務基本上兩者都相同。主管機關為內政部國家公園署。

### 中華人民共和國的国家公园体系
中华人民共和国的国家公园，是指由中华人民共和国政府批准设立并主导管理，边界清晰，以保护具有国家代表性的大面积自然生态系统为主要目的，实现自然资源科学保护和合理利用的特定陆地或海洋区域。根据《建立国家公园体制总体方案》，到2020年，中华人民共和国建立国家公园体制试点基本完成，整合设立一批国家公园，分级统一的管理体制基本建立，国家公园总体布局初步形成。到2021年10月12日，中华人民共和国首批国家公园名单公布，包括5座分别是三江源国家公园、大熊猫国家公园、东北虎豹国家公园、海南热带雨林国家公园、武夷山国家公园。2024年，《國家公園法》草案首次提請全國人大常委會審議，是中華人民共和國首次為國家公園的設立及管理設置專法。

### 日本的國家公園體系
国立公园，即日本的国家公园，为日本政府基于《自然公园法》、将能够代表日本的自然风景地带而指定之区域。迄今设有30处以上，均由环境省管理，目前共约60%的面积是国有地。